# Európium
Az európium a periódusos rendszer egyik eleme. Vegyjele Eu, rendszáma 63. A lantanoidák csoportjába tartozó, ezüstfehér színű fém. Elnevezését Európa kontinenséről kapta.

## Tulajdonságai

### Fizikai

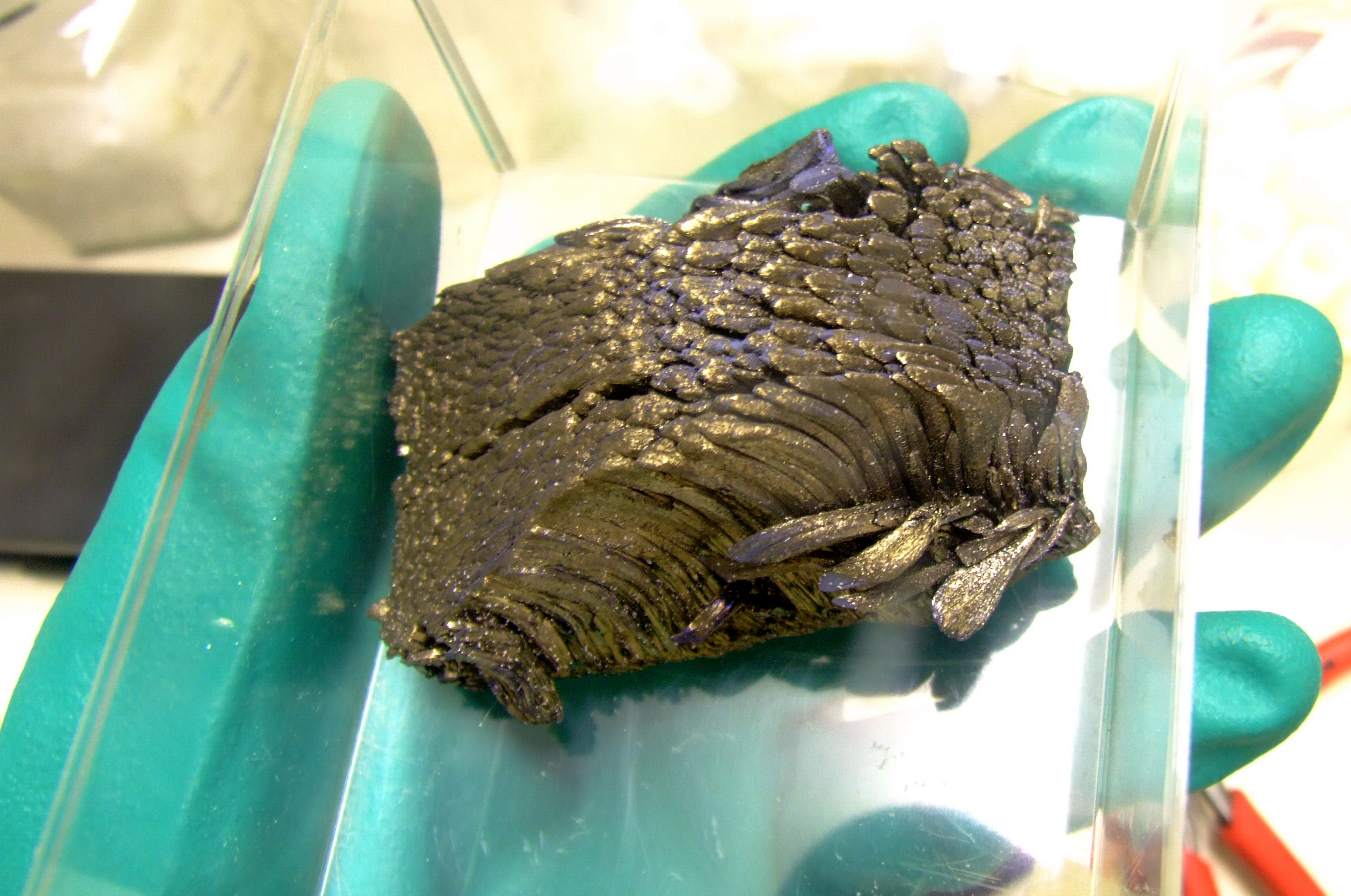
dendrites szublimált európium minta manipulátorban (~300 g; 99,998%-os tisztaság)

Az európium az ólomhoz hasonló keménységű, elég képlékeny fém. Nagy nyomás (80 GPa) és alacsony hőmérséklet (1,8 K) együttes hatására szupravezetővé válik. A szupravezetés fellépését az okozza, hogy a nyomás hatására az európium kétértékű állapotból (J = 7/2) háromértékűbe (J = 0) kényszerül. Az elképzelések szerint kétértékű állapotban az erős helyi mágneses momentum játszik szerepet a szupravezetés elnyomásában, így ezt a helyi momentumot megszüntetve lehetővé válhat a szupravezetés.

### Kémiai
Az európium a legreaktívabb ritkaföldfém, levegőn gyorsan oxidálódik (egy centiméteres nagyságú minta néhány nap alatt teljesen eloxidálódik) és a kalciumhoz hasonlóan reagál vízzel. A szilárd fémminták még akkor is általában fénytelenek, ha ásványi olaj védőréteggel vannak bevonva. Az európium levegőn 150–180 °C-on meggyullad és európium(III)-oxid keletkezése közben elég:
4 Eu + 3 O2 → 2 Eu2O3
Az európium elég elektropozitív elem, hideg vízzel lassan, forró vízzel meglehetősen gyorsan reagál. A reakció terméke európium-hidroxid:
2 Eu (s) + 6 H2O (l) → 2 Eu(OH)3 (aq) + 3 H2 (g)
Az európiumfém minden halogénnel reagál:
2 Eu (s) + 3 F2 (g) → 2 EuF3 (s) [fehér]
2 Eu (s) + 3 Cl2 (g) → 2 EuCl3 (s) [sárga]
2 Eu (s) + 3 Br2 (g) → 2 EuBr3 (s) [szürke]
2 Eu (s) + 3 I2 (g) → 2 EuI3 (s)
Az európium könnyen oldódik híg kénsavban, a keletkező oldat nagyon halvány rózsaszínű Eu(III) ionokat tartalmaz, melyek [Eu(OH2)9]3+ komplex formájában léteznek:
2 Eu (s) + 3 H2SO4 (aq) → 2 Eu3+ (aq) + 3 SO2−4 (aq) + 3 H2 (g)

### Vegyületei
Az európium néhány vegyülete:
- Fluoridok: EuF2, EuF3
- Kloridok: EuCl2, EuCl3
- Bromidok: EuBr2, EuBr3
- Jodidok: EuI2, EuI3
- Oxidok: EuO, Eu2O3, Eu3O4
- Szulfidok: EuS
- Szelenidek: EuSe
- Telluridok: EuTe
- Nitridek: EuN.

Az európium vegyületei közül inkább az európium(II) van túlsúlyban, ellentétben a legtöbb lantanoidával, melyek rendszerint +3-as oxidációs állapotú vegyületeket alkotnak. Az európium(II) kémiája nagyon hasonlít a bárium(II)-ére, mivel ionsugaruk hasonló. Az európium(II) gyenge redukálószer, így atmoszferikus körülmények között a három vegyértékű forma a gyakoribb. Anaerob, és különösen geotermális körülmények között a kétértékű forma elég stabil ahhoz, hogy be tudjon épülni a kalcium és más alkáliföldfémek ásványaiba. Ez okozza az „európium anomáliát”, azt a jelenséget, hogy a szokásos könnyű lantanoida ásványok, mint például a monacit európiumban szegényebbek, mint azt a kondritikus elemgyakoriság alapján várnánk. A basztnezit esetén kevésbé lép fel európium anomália, és így ma ez az ásvány az európium fő forrása. Az európium könnyen kialakítható két vegyértékű állapota az egyik legkönnyebben kinyerhető és tisztítható lantanoidává teszi az elemet, még akkor is, ha – mint általában – csak kis koncentrációban van jelen.

### Izotópok
A természetben az európium 2 izotópja található meg, az 151Eu és az 153Eu. Az 153Eu természetes gyakorisága a legnagyobb (52,2%). Noha az 153Eu stabil, az 151Eu-ről az utóbbi időben derült ki, hogy radioaktív alfa-bomló, felezési ideje – az elméleti jóslatokkal elég jó egyezésben – 5(−3 +11)·1018 év, ami 1 kilogramm természetes európiumban kétpercenként jelent 1 alfa-bomlást. A természetes 151Eu radioizotóp mellett 35 mesterséges izotópot jellemeztek, melyek közül a legstabilabb az 150Eu (felezési ideje 36,9 év), az 152Eu (13,516 év felezési idővel) és az 154Eu (felezési ideje 8,593 év). A többi radioaktív izotóp felezési ideje kevesebb mint 4,7612 év, többségüké 12,2 másodpercnél is rövidebb. Ennek az elemnek 8 metastabil állapota is ismert, ezek közül a legstabilabb a 150mEu (T½=12,8 óra), a 152m1Eu (T½=9,3116 óra) és a 152m2Eu (T½=96 perc).
A leggyakoribb – 153Eu – izotópnál könnyebbek elsősorban elektronbefogással bomlanak, a bomléstermékek főként szamárium izotópok. A nehezebb izotópok esetén a negatív béta-bomlás a leggyakoribb, a fő bomlástermékek a gadolínium izotópjai.

### Az európium, mint maghasadási termék
| Izotóp | 151Eu | 152Eu    | 153Eu | 154Eu | 155Eu |
| Hozam  | ~10   | alacsony | 1580  | >2.5  | 330   |
| Barn   | 5900  | 12800    | 312   | 1340  | 3950  |

Európium maghasadási reakciókban is keletkezik, de csak kis mennyiségben, mivel ezen izotópok atomtömege a hasadási termékek atomtömeg-eloszlásának a szélén találhatók.
Más lantanoidákhoz hasonlóan több izotóp, különösen a páratlan tömegszámú, neutronban szegény izotópok nagy neutronbefogási hatáskeresztmetszettel rendelkeznek, amely gyakran elég nagy ahhoz, hogy ezek reaktorméregként viselkedjenek.
Az 151Eu a Sm-151 béta-bomlási terméke, a hosszú felezési idő és a neutronabszorpcióhoz szükséges rövid átlagos időtartam miatt azonban a 151Sm nagy része 152Sm-vé alakul.
Az 152Eu (felezési ideje 13,516 év) és 154Eu (felezési ideje 8,593 év) nem béta-bomlás termékei, mivel a 152Sm és 154Sm nem radioaktív, de az 154Eu az egyetlen hossző életű „árnyékolt” nuklid a Cs-134-en kívül, amely a hasadási reakció során 2,5 ppm-nél nagyobb mennyiségben keletkezik. Nagy mennyiségű 154Eu keletkezik neutronaktiváció révén, jelentős részben a nem radioaktív 153Eu-ból, ez azonban nagyrészt továbbalakul 155Eu-té.
Az 155Eu (felezési ideje 4,7612 év) hasadási hozama U-235-re és termikus neutronokra 330 ppm. Mire a hasadóanyag kiég, ezen izotóp nagyobb része átalakul stabil, nem abszorbeáló gadolínium-156-tá.
Összefoglalva elmondható, hogy az európium izotópokat sugárveszélyesség szempontjából felülmúlja a Cs-137 és Sr-90, reaktorméregként pedig a szamárium és más elemek izotópjai fontosabbak.

## Története
Az európiumot elsőként Paul Émile Lecoq de Boisbaudran találta meg 1890-ben. Ő dúsított szamárium és gadolínium ércből egy bázikus frakciót nyert ki, amelynek olyan spektrumvonalai is voltak, melyek nem egyeztek a szamáriuméval és gadonlíniuméval. Az európium felfedezését azonban Eugène-Anatole Demarçay francia kémikusnak tulajdonítják, aki 1896-ban gyanakodni kezdett, hogy a nemrégiben felfedezett elem, a szamárium mintáit egy ismeretlen elem szennyezi. Az európiumot végül 1901-ben sikerült elkülönítenie.
Amikor az európiummal adagolt ittrium-ortovanadát vörös fényport az 1960-as évek elején felfedezték, és nyilvánvalóvá vált, hogy ez a színestelevízió-iparban forradalmat fog okozni, nagy küzdelem indult a monacitfeldolgozók rendelkezésére álló szűkös európiumkészletekért. (A monacit jellemző európiumtartalma körülbelül 0,05% volt.) Szerencsére a Molycorp kaliforniai Mountain Passban levő telepén kitermelt basztnezit lantanoidatartalmának szokatlanul „nagy” része, 0,1% volt európium, így a cég színre lépésével az ipar európium igényét sikerült kiszolgálni. Az európium alkalmazása előtt a színes TV-k vörös fénypora nagyon halvány színű volt, ezért a többi szín fényporát gyengíteni kellett, hogy megőrízhessék a színegyensúlyt. Az élénk színű európiumos vörös fénypor alkalmazásakor erre már nem volt szükség, így a TV-k képe sokkal élénkebb színűvé vált. A TV-ipar azóta is használja az európiumot, és a számítógép monitorokban is alkalmazzák. A kaliforniai basztnezitnek ma már erős konkurenciája a kínai Bayan Obóban termelt ásvány, melynek európiumtartalma még „magasabb”: 0,2%.
Frank Spedding, a ritkaföldfémipart az 1950-es években forradalmasító ioncserés eljárás felfedezője az 1930-as években egy előadást tartott a ritkaföldfémekről, amikor egy idősebb úriember odament hozzá, és ajándékul felajánlott több font európium-oxidot. Ez abban az időben hallatlanul nagy mennyiség volt, és Spedding nem vette komolyan az ajánlatot. A csomag azonban rendben megérkezett, benne több font tiszta európium-oxiddal. Mint kiderült, az idősebb úriember Dr. McCoy volt, az európium nevezetes redoxi kémiai tisztítási módszerének kidolgozója.

## Előfordulása

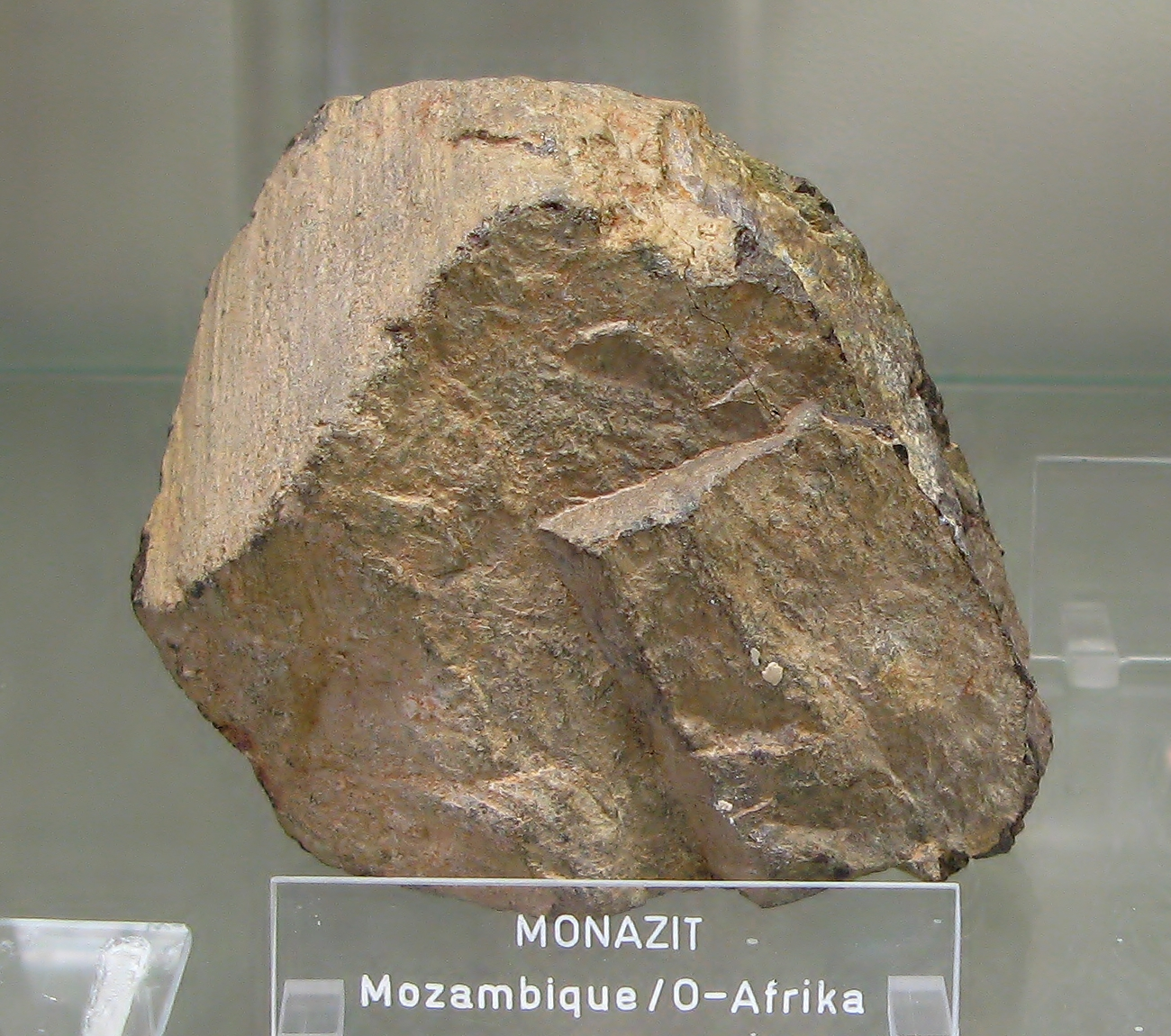
Monacit

Az európium elemi állapotban nem fordul elő, azonban számos európium tartalmú ásvány ismert, ezek közül a basztnezit és a monacit a legfontosabb. Az európiumot a Nap és más csillagok színképében is azonosították. Az európium ásványokbeli, más ritkaföldémekhez képest szegényebb vagy gazdagabb előfordulását európium anomáliának nevezik.
Egyes fluorit (kalcium-difluorid) ásványok ragyogó kék fluoreszcenciáját a kis mennyiségben bennük található kétértékű európium aktiválja. Ezen ásványok legjelentősebb példányai az észak-angliai Weardaleből és környékéről származnak, és ezek alapján nevezték el a fluoritot a fluoreszcencia jelensége alapján, bár nem sokkal később felfedezték az európiumot és felismerték, hogy az a jelenség okozója.

## Előállítás
Az európium a xenotim, monacit és basztnezit ásványokban fordul elő. Az első kettő LnPO4 ortofoszfát ásvány (az Ln az összes lantanoida keveréke, a radioaktív prométiumot kivéve), míg a harmadik LnCO3F fluorid karbonát. A páros rendszámú lantanoidák gyakoribbak. Ezekben az ásványokban a legnagyobb mennyiségű lantanodiák (gyakoriság szerinti sorrendben) a cérium, lantán, neodímium és prazeodímium. A monacit tóriumot és ittriumot is tartalmaz, melynek kezelését a tórium és bomlástermékeinek radioaktív volta nehézkessé teszi.
Több esetben nem különösebben fontos, hogy elválasszák egymástól a fémeket, de ha külön van szükség a tiszta fémekre, az elválasztási folyamat bonyolult. Elsőként a fémeket kénsavval (H2SO4), sósavval (HCl) és nátrium-hidroxiddal (NaOH) végzett extrakcióval só formájában nyerik ki az ércekből. Ezen lantanoida sóknak a modern tisztítási módszerei közé szelektív komplexképzési, oldószeres extrakciós és ioncsere kromatográfiás eljárások tartoznak.
Tiszta európiumot EuCl3 és NaCl (vagy CaCl2) grafitcellában, grafit anóddal végzett olvadékelektrolízisével állítanak elő. Az elektrolízis másik terméke a klórgáz.

## Felhasználása

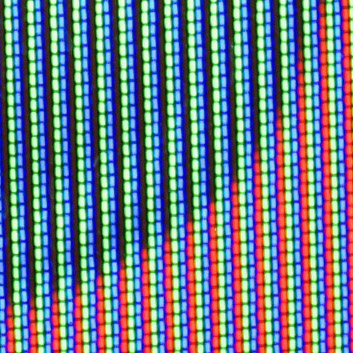
Az európium a színes katódsugárcsöves televíziókban a vörös szín megjelenítéséhez használt elemek egyike.

Az európiumfémnek számos felhasználási területe van: egyes üvegtípusokhoz adagolva lézerek készítéséhez, Down-szindróma és más genetikai betegségek szűréséhez is használják. Neutronelnyelő hatása miatt nukleáris reaktorokban történő alkalmazását is vizsgálják. Az európium-oxidot (Eu2O3) széles körben használják televíziókészülékek és fénycsövek vörös fényporaként, valamint ittriumalapú fényporok aktivátoraként. Míg a háromértékű európium vörös fényport szolgáltat, a kétértékű európium vegyületek lumineszcenciája a gazdarácstól függ, de általában a spektrum kék végéhez van közel. A két (piros és kék) európium fénypor csoportot a sárga/zöld terbium fényporokkal kiegészítve fehér fényt ad, melynek színhőmérséklete módosítható az egyes fényporok vagy azok mennyiségének változtatásával. Jellemzően ilyen típusú fényport használnak a spirál alakú fénycsövekben. Ugyanennek a három csoportnak a kombinálása az egyik lehetőség a három színes TV és számítógép monitor rendszer megvalósítására. A fluoreszcens üvegek gyártásánál is az egyik lehetséges adalék. Az európium fluoreszcenciáját használják fel a gyógyszermolekulák és biomolekulák közötti kölcsönhatások vizsgálatakor is. Az euró bankjegyek biztonsági jelei között is használnak európium fényport.
Az európiumot gyakran használják a nyomelemek geokémiai és kőzettani vizsgálataiban, hogy megértsék a magmás kőzeteket (magmából vagy lávából a kihűlés során keletkezett kőzetek) létrehozó folyamatokat. Az európium anomália természete segíti az egy sorozatba tartozó magmás kőzetek közötti kapcsolat rekonstruálását.

## Óvintézkedések
Az európium vegyületek toxicitását nem vizsgálták alaposan, de nincs világos jele annak, hogy más nehézfémekhez hasonlítva erősen mérgező lenne. A fém pora tűz- és robbanásveszélyes. Az európiumnak nincs ismert biológiai szerepe.

## Fordítás
- Ez a szócikk részben vagy egészben a Europium című angol Wikipédia-szócikk ezen változatának fordításán alapul.  Az eredeti cikk szerkesztőit annak laptörténete sorolja fel. Ez a jelzés csupán a megfogalmazás eredetét és a szerzői jogokat jelzi, nem szolgál a cikkben szereplő információk forrásmegjelöléseként.